# جوش ميلر (لاعب دوري الرغبي)
جوش ميلر (بالإنجليزية: Josh Miller)‏ هو لاعب دوري الرغبي أسترالي، ولد في 23 ديسمبر 1983 في فوربس ‏ في أستراليا.